# Michael Paucker

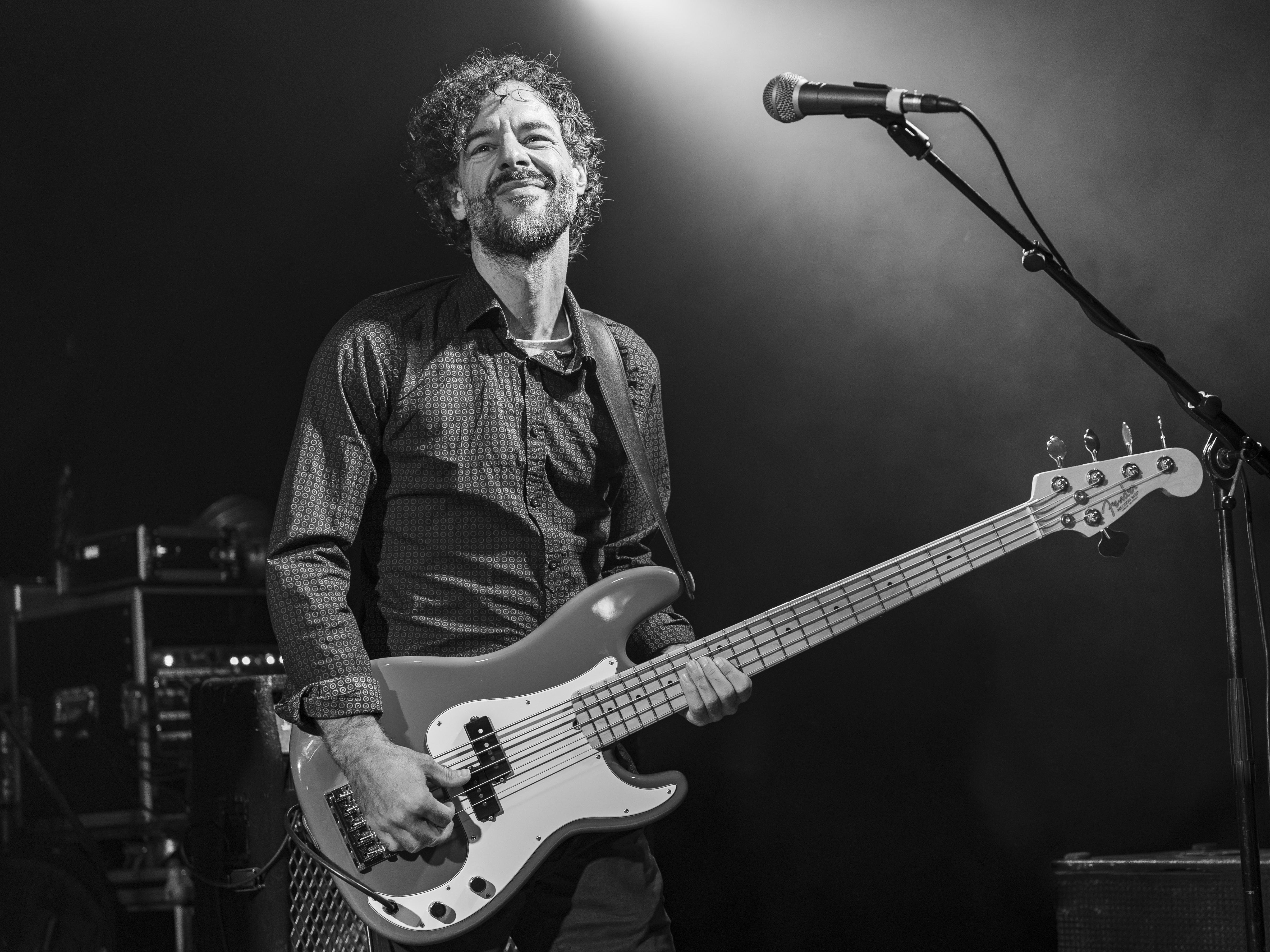
Michael Paucker (2023)

Michael Paucker (* 18. November 1980 in Stuttgart;
Pseudonym: Paucker)
ist ein deutscher Musiker und lebt in Köln. Er tritt sowohl als E-Bassist, Synth-Bassist und Kontrabassist als auch als Singer-Songwriter Paucker mit diversen anderen Instrumenten und als Sänger in Erscheinung. Außerdem arbeitet er in verschiedenen Radio- und TV-Produktionen als Arrangeur und musikalischer Leiter.

## Leben
Paucker schlug seine musikalische Laufbahn im Alter von sechs Jahren ein. Er lernte als Sechsjähriger zunächst die Instrumente Violine und Klavier, bevor er im Alter von 14 Jahren den Weg zum E-Bassisten und Kontrabassisten einschlug. Die Arbeit mit eigenen Bands und das Komponieren eigener Musikstücke ist seit dieser Zeit ebenfalls ein fester Bestandteil Pauckers musikalischen Schaffens.
Als Band-Leader der jungen Rhythm-’n’-Blues-Band The Madbout Blues stand er bereits im Alter von 15 Jahren als Bassist, Leadsänger und Songwriter auf zahlreichen Bühnen, hauptsächlich im Bundesland Baden-Württemberg.
Im Jahr 2001 trat Paucker ein Studium der Jazz-/und Popular-Musik an der Hochschule für Musik und Darstellende Kunst in Mannheim an, welches er erfolgreich im Jahr 2005 mit zwei Diplomen (Hauptfächer E-Bass und Kontrabass) abschloss.
Ab 2001 arbeitete er bei einigen großen Musical-Produktion in Stuttgart und wurde Preisträger des Best European Young Musician Competition 2002. 2002 entstanden ferner einige Radio-Sendungen (unter anderem Produktionen für den Deutschlandfunk), für die Paucker die Musik komponierte.
2003–2004 war Paucker als Mitglied der Deutschland-sucht-den-Superstar-Bigband auf RTL zu sehen und mit der offiziellen Glenn-Miller-Bigband auf Tournee und hatte zusammen mit German Pops Orchestra (Leitung: Bernd Ruf) Konzerte mit Deep Purple-Legende Jon Lord und der Staatsphilharmonie Halle (2005: Heinz Rudolf Kunze), mit Barbara Dennerlein und der Staatsphilharmonie Rheinland-Pfalz.
2005 folgte die erste CD aus eigener Produktion mit seiner Band Lauschleben (WIR), die im September 2005 auf dem eigenen Lausch-Label erschien. Außerdem war Paucker 2005 Mitglied der ambitionierten Deutsch-Pop-Band Königwerq, mit der er ebenfalls einige Singles und eine LP aufgenommen und auf Polydor/Universal Music veröffentlicht hat.
2006 wurde Paucker festes Mitglied der „IndieJazz“-Band Triband und gab einige Jahre mit dieser Formation Konzerte in ganz Europa. Triband veröffentlichte 2007 mit Michael Endersbys Beteiligung das zweite Studio-Album Trip.
2007 zog es Paucker für mehrere Jahre nach Berlin, wo er als Studio- und Live-Musiker an zahlreichen Produktionen und auf Tourneen beteiligt war, unter anderem mit den renommierten Sängerinnen Sarah Connor (Album Soulicious), Jocelyn B. Smith und Poems for Laila.
2008 folgten weitere Live-Projekte und Plattenaufnahmen mit Joy Denalane, Thomas D., Laith Al-Deen, Tom Gäbel und The Dresden Soul Symphonie (MDR Sinfonie-Orchester). Paucker wurde ferner festes Mitglied der neuen Live-Band von Thomas D (Die Fantastischen Vier), mit der er im Dezember 2008 zum ersten Mal auf Tour ging.
2009–2010 stellte Paucker sein erstes Solo-Album Miserable Junkie fertig, welches im März 2010 auf dem ebenfalls 2009 gegründeten eigenen Plattenlabel Monohausen Records erschienen ist. Außerdem veröffentlichte er mit Triband das dritte Album So together, war als Bassist an Laith Al Deens Studio-Album Session beteiligt und spielte mit Thomas D, Joy Denalane, Jazzanova und Max Herre (Freundeskreis) weitere Touren und Festivals.
Ab 2011 wurde Paucker fester Bestandteil der Lillo-Scrimali-Band bei der TV-Musikshow The Voice Of Germany (bis 2013) und spielte auf weiter Tourneen und Plattenaufnahmen verschiedener namhafter Künstlern, unter anderem bei Joy Denalane, Max Herre, Roger Cicero, Andreas Kümmert und Stefanie Heinzmann. Außerdem ist Paucker seit 2011 festes Mitglied des Ensembles von SWR1 Pop&Poesie In Concert, und tourt mit diesem Projekt mehrmals im Jahr durch Baden-Württemberg.
2013 wirkte Paucker auf Max Herres MTV Unplugged Kahedi Radio Show mit und war damit über zwei Jahre (bis 2015) auf zahlreichen großen Festival-Bühnen inn Deutschland, Österreich und der Schweiz unterwegs. Außerdem ist Paucker seit 2013 als Musikalischer Leiter und Arrangeur für die TV-Musikshow The Voice Kids tätig.
2015–2018 komponierte Paucker die Bühnenmusik zu Tedros Teclebrhans Teddy Show (Was labersch Du...?!), produzierte das Album Golly Gosh der britischen Sängerin Jemma Endersby und war auf Tournee mit Rea Garvey, Sasha und Michael Mittermeier (Alive&Swinging), Joy Denalane (Gleisdreieck-Tour), Freundeskreis und der Poetin und Sängerin Julia Engelmann. Außerdem bestritt er mehrere Konzertreihen mit dem renommierten Künstlerzirkel Das Vereinsheim und wirkte an der Produktion dessen Live-Album sowie an zahlreichen anderen Studio-Produktionen diverser Künstler mit.
2019 wirkte Paucker auf dem neuen Studioalbum des Hip-Hop-Artists Max Herre mit, mit dem als langjähriges Mitglied von Herre's Live Band 2019 und 2020 auf Tournee geht. 2020 bis 2022 tourt Paucker mit Joy Denalanes Album "Let yourself be loved", und absolviert zahlreiche TV-Auftritte. Außerdem ist er unter anderem mit Joy Denalane mehrmals zu Gast bei der renommierten HR-Bigband.
Seit 2023 ist Paucker für SWR1 Pop&Poesie In Concert nicht mehr nur als Bassist, sondern auch als Arrangeur tätig und hat 2024 erstmals ein ganzes Programm für die Produktion arrangiert. Außerdem tourte er mit Tedros Teclebrhans neuer Teddy Show, arbeitet weiter für TV-Produktionen und spielt diverse Platten und Singles ein. Des Weiteren ist Paucker bei diversen Musicals zu hören, unter anderem „Moulin Rouge“ im Kölner Musical Dome.
Im Herbst 2024 steht eine große Tour mit Joy Danelane und Max Herre und deren neuem Album "Alles Liebe" unter Pauckers Beteiligung als Bassist bevor.
Paucker kündigte zuletzt an, im Jahr 2025 ein neues Soloalbum als Singer-/Songwriter zu veröffentlichen, welches an die beiden bisherigen Solo-Alben (Miserable Junkie 2010, Cycles 2020) anknüpfen soll.

## Diskografie
- Flo Peil & Moni vom Pfarrhus – „In Kölle will ich levve“ – 2023
- Gemiko (String Quartet Arrangement)  – „The Beauty In My Heart“ (Live At Tonscheune, Berlin, 2023) – 2023
- Pinski – „The Other Side“ – 2022
- Michelle Walker – „Back To You“ – 2021
- Joy Denalane – „Let Yourself Be Loved“ (Live at the Metropolitan Berlin 2020 / Video-Album) – 2020
- Chima – „Keine Liebe“ – 2020
- Max Herre – „Athen“ – 2020
- Paucker – „Cycles“ – 2020
- Anette Louisan – „Kleine Große Liebe“ – 2019
- Get Well Soon – „The Horror“ – 2018
- Das Vereinsheim – „Intim“ – 2018
- Tom Gäbel – „Perfect Day“ – 2018
- Daniel Stelter – „Little Planets“ – 2017
- Malika Ayane – „Naif“ – 2015
- Jemma Endersby – „Golly Gosh“ – 2015
- Tedros Teclebrhan (Composition and Arrangement) – DVD Teddy Show – „Was labersch Du...?!“ – 2015
- Roger Cicero – „Was Immer Auch Kommt“ – 2014
- Andreas Kümmert – „Here I Am“ – 2014
- Max Herre – „MTV Unplugged“ – 2013
- Max Herre – „Hallo Welt“ – 2012
- Stefanie Heinzmann – „Diggin’ In The Dirt“ – 2012
- Daniel Stelter – „Krikel Krakel“ – 2012
- Roger Cicero – „In diesem Moment“ – 2011
- Paucker – „Miserable Junkie“ – 2010
- Laith Al Deen – „Session“ – 2009
- Triband – „So together“ – 2009
- Daniel Stelter – „Homebrew Songs“ – 2009
- The Dresden Soul Symphonie – DVD – 2008
- Poems for Laila – DVD „Live in Berlin“ – 2008
- Tom Gäbel – „Dont Wanna Dance“ – 2008
- Sarah Connor – „Soulicious“ – 2007
- Triband – „Trip“ – 2007
- Lauschleben – „Wir“ – 2005
- Thomas Siffling & Public Sound Office – „Human Impressions“ – 2005
- Königwerq – „Königwerq“ – 2005
- E Nomine – Die Prophezeiung – 2004

## Studio/Label
- Monohausen Records GbR" – Köln, Germany – Independent Record Label
- Monkeemusic GbR" – Köln, Germany –  Music Production/Recording Studio